# Джалокаті (зіла)
Джалокаті, також пишеться Джалокаті, (бенг. ঝালকাঠি) — округ на півдні Бангладеш. Він розташований у відділі Barisal і займає площу 758,06 км2. Він межує з районом Барісал на півночі та сході, районом Баргуна та річкою Бішхалі на півдні, районом Лохагара Упазіла та Піроджпур на заході. Середньорічні температури: максимальна 33,3 °C, мінімум 12,1 °C; Річна кількість опадів 2506 мм. Основні річки в цьому районі: Бішхалі, Дханшірі, Габхан, Сугандха, Джангалія, Баманда і Баджітпур." পেয়ারা আর শীতলপাটি, এই নিয়ে ঝালকাঠি" " (Джалокаті, Країна смачної гуави та шитолпатіо)" є офіційною назвою району.

## Історія
У 2021 році на поромі Бангладеш сталася пожежа на річці Сугандха поблизу міста. 

## Підрозділи
Район адміністративно поділяється на 4 упазіли, а саме:
1. Джалокаті Садар Упазіла
2. Каталія Упазіла
3. Налчити Упазіла
4. Раджапур Упазіла

## Адміністрація
Голова: Хан Сайфуллах Панір (খান সাইফুল্লাহ পনির) 
Заступник комісара (DC): Доктор Джохар Алі  